# Јеванђеље по Вартоломеју
Вартоломејево јеванђеље је апокрифно јеванђеље за које су знали блажени Јероним и Беда Венерабилис. Могуће је да је то други назив за дело „Питања Вартоломејева“ које постоји у грчким, латинским и словенским рукописима. Ипак, могуће је и да су у питању два различита дела сличног наслова, те да је Вартоломејово јеванђеље изгубљено (за разлику од Питања Вартоломејових).
У Питањима Вартоломејевим Св. Вартоломеј расправља с Богородицом и васкрснутим Исусом Христом о питањима Христовог силаска у пакао, Благовести, визије понора без дна, обавештење ђавола о Судњем дану, питања смртних грехова и остале теме. Став Св. Вартоломеја по овим питањима је гностички. Занимљиво је да се у Питањима, поред Белиала (Сотоне) из хришћанства, у паклу појављује и Хад из грчке митологије, као и Сотонин син по имену Салпсан, који недостаје у неким преписима текста. 
Постоји и „Књига васкрснућа Христовог од Вартоломеја, Апостола“ на коптском. Све ове књиге највероватније није писао апостол Вартоломеј већ су само назване по њему.